# ستيفن لي (كاتب أغاني)
ستيفن لي (بالإنجليزية: Steven Lee)‏ هو كاتب أغاني أمريكي، ولد في 14 مارس 1983.

## وصلات خارجية
- ستيفن لي على موقع ميوزك برينز (الإنجليزية)